# Vittorio Pozzo
Pour les articles homonymes, voir Pozzo.

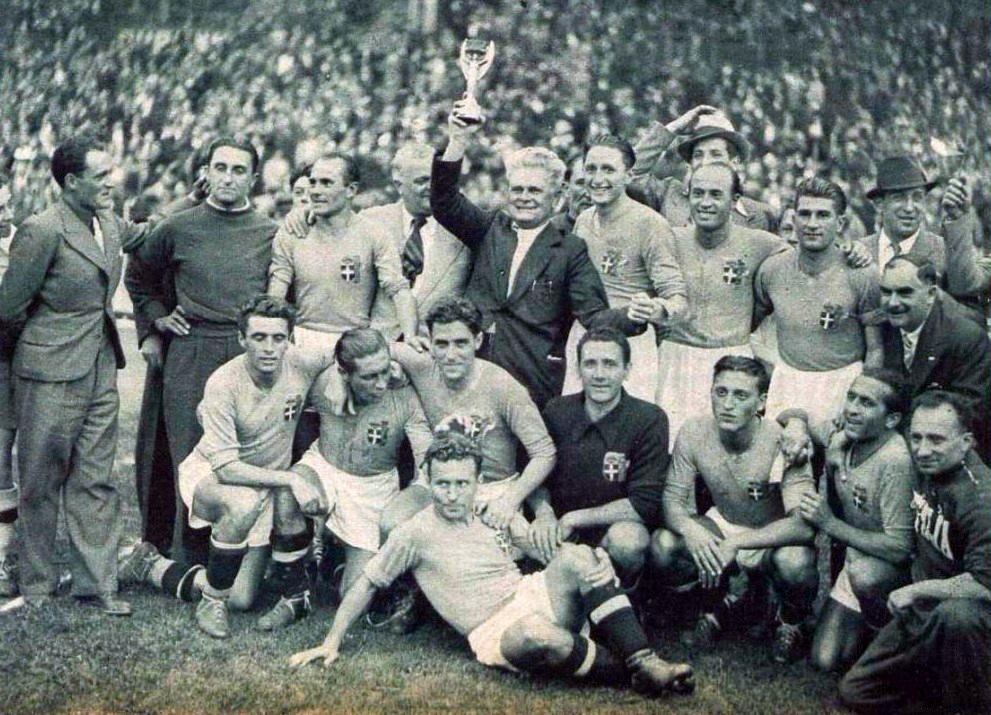
Le sélectionneur V. Pozzo brandissant la victoire ailée, le 19 juin 1938.

Vittorio Pozzo, né le 2 mars 1886 à Turin et mort le 21 décembre 1968 à Ponderano, est un footballeur puis entraîneur de football italien. Il fut largement reconnu au poste d'entraîneur où il était surnommé le vieux maître (il vecchio maestro en italien), en remportant deux coupes du monde en 1934 et 1938 avec l'équipe d'Italie, il est le seul à avoir remporté deux coupes du monde de football en tant que sélectionneur. Il a également été le seul entraîneur à remporter la Coupe du monde et les Jeux olympiques, en 1936.

## Biographie

### Carrière de joueur
Né en 1886 à Turin, Pozzo part étudier au début du XXe siècle en Angleterre à Manchester ; amoureux du football, il étudie plutôt le club de Manchester United que des sujets académiques. Il jouera une saison en Suisse avec le Grasshopper-Club Zurich en 1905 puis rejoint son pays natal en 1906.

### Premiers pas au poste d'entraîneur
Installé à Turin, il participe à la fondation du club du Football Club Torino le 3 décembre 1906 où il dispute quelques saisons (1906-1911).
En 1912, il devient directeur technique du club piémontais et arrête sa carrière de footballeur, également il prend en main l'équipe d'Italie à l'occasion des Jeux olympiques de 1912 de Stockholm où les Italiens perdront dès le premier tour contre la Finlande 3-2.
Par ailleurs, il occupe un poste de management chez Pirelli et s'engage durant la Première Guerre mondiale dans les forces italiennes alpines.
Continuant après le conflit son rôle au FC Torino, il prend de nouveau la sélection italienne pour les Jeux olympiques de 1928 à Amsterdam où il lui permet d'atteindre la troisième place du tournoi, battue en demi-finale par l'Uruguay (qui était alors la meilleure équipe du monde).

### Les années 1930: Pozzo double champion du monde et champion olympique
C'est dans les années 1930 que Pozzo marque les esprits dès que le professionnalisme arrive en Italie. La Squadra Azzurra devient alors l'équipe par excellence avec trois succès majeurs.
Tout d'abord, lors de la coupe du monde 1934 organisée à domicile, l'Italie devient la première nation européenne à remporter ce trophée contre la Tchécoslovaquie 2-1 à Rome sous les yeux de Benito Mussolini.
Ensuite, à l'occasion des Jeux olympiques de 1936 à Berlin, l'Italie remporte le tournoi contre l'Autriche 2-1.
Enfin, lors de la coupe du monde de 1938 en France, l'Italie bat en demi-finale le Brésil 2-1 avant de battre en finale la Hongrie 4-2, ce qui leur permet de conserver le trophée. Il est le seul avoir remporté deux coupes du monde de football en tant que sélectionneur (Mário Zagallo a remporté 4 coupes du monde dont 2 en tant que joueur, 1 en tant que sélectionneur et 1 en tant qu'adjoint).

### Fin de carrière d'entraîneur
En 1939, la Seconde Guerre mondiale éclate et le monde du football se fait plus discret. Il faut attendre 1948 pour de nouveau voir la sélection italienne dans une compétition, il s'agit des Jeux olympiques de 1948 mais l'Italie perd en quarts-de-finale contre le Danemark 5-3, il s'agit du dernier match de Pozzo à la tête de la sélection.
Il présente le bilan le plus efficace de la sélection italienne avec 63 victoires en 95 matchs, deux coupes du monde et un titre olympique.
À partir de 1948, il devient journaliste à la Stampa où il commente les matchs internationaux de l'Italie. C'est lui qui reconnut les corps de ceux que l'on commença rapidement à appeler i caduti di Superga en mai 1949. Il meurt à la fin de l'année 1968, juste après avoir vu l'Italie remporter un nouveau trophée majeur : le championnat d'Europe.

## Palmarès

### En tant qu'entraîneur
- Vainqueur de la coupe du monde : 1934 et 1938 (Italie).
- Champion olympique : 1936 (Italie).
- Vainqueur de la Coupe internationale : 1930 et 1935  (Italie).

Distinctions personnelles
- 13e meilleur entraîneur de tous les temps par World Soccer: 2013[1],[2]